# 地雷処理戦車

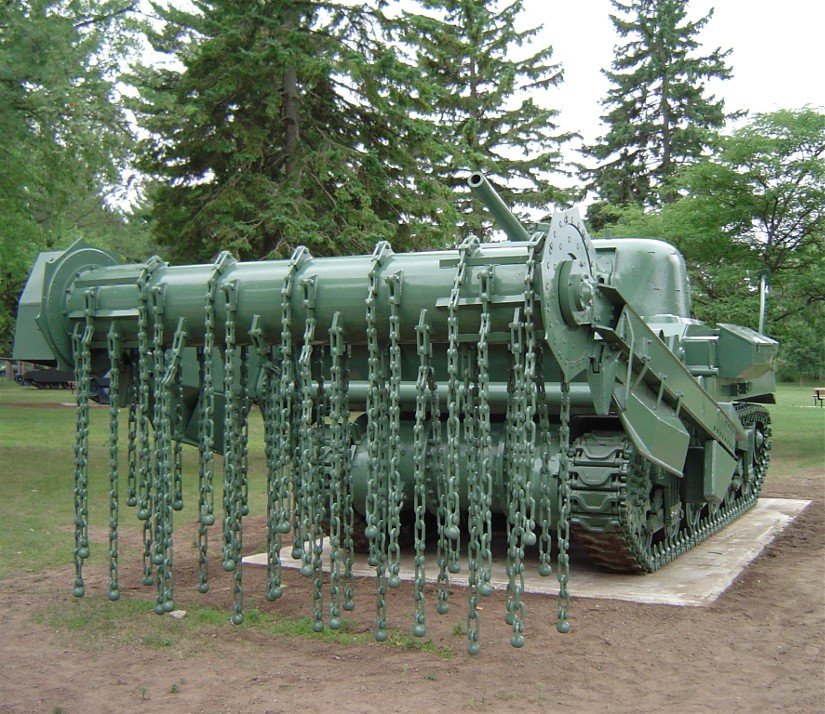
第二次世界大戦で使用されたシャーマンフレイル

地雷処理戦車（じらいしょりせんしゃ）は、埋められた地雷の処理を行う戦車。

## 概要
地雷は、直接的に触れた対象を破壊するだけではなく、戦術の上において「どこに設置されているかわからない爆発物」という脅威をもって相手の行動を遅延させる兵器である。このため、仕掛けられた側はこれを速やかに除去ないし無力化させないことには、活動を阻害される。地雷処理戦車はこういった地雷を速やかかつ安全に除去するために開発されてきたもので、特に第二次世界大戦では陸上戦において強固な装甲と強力な火砲で威力を発揮する戦車の行動を妨害するための対戦車地雷が防衛線の機能強化に用いられ、攻勢側は戦車で防衛線を突破する前に地雷を処理する必要を生じた。それには攻勢の先頭に立つ戦車自身が行うことはある意味当然の発想といえるうえ、除去に失敗して爆発にさらされた場合でも重装甲の車体は乗員の死傷リスクの低減が期待できた。
このため、戦車をも破壊する対戦車地雷に対して有効な防御能力が求められ、起動輪・誘導輪を持ち上げて車高を高くし、爆破のショックを抑えた地雷処理戦車が試作された。また、戦車の前面に鋤・ローラー・ハンマー・鎖付きの鉄球などを回転機構に取り付け、地雷を掘り起こす・押しつぶす・叩き潰す・長い鎖で打ち据えるなどといった地雷処理用（器具付き）戦車が使用され、鋤式は現代の戦車にも見受けられる。さらに、戦車に巨大なローラー式の車輪を取り付け、地雷原を突破しようという戦車も作られた。

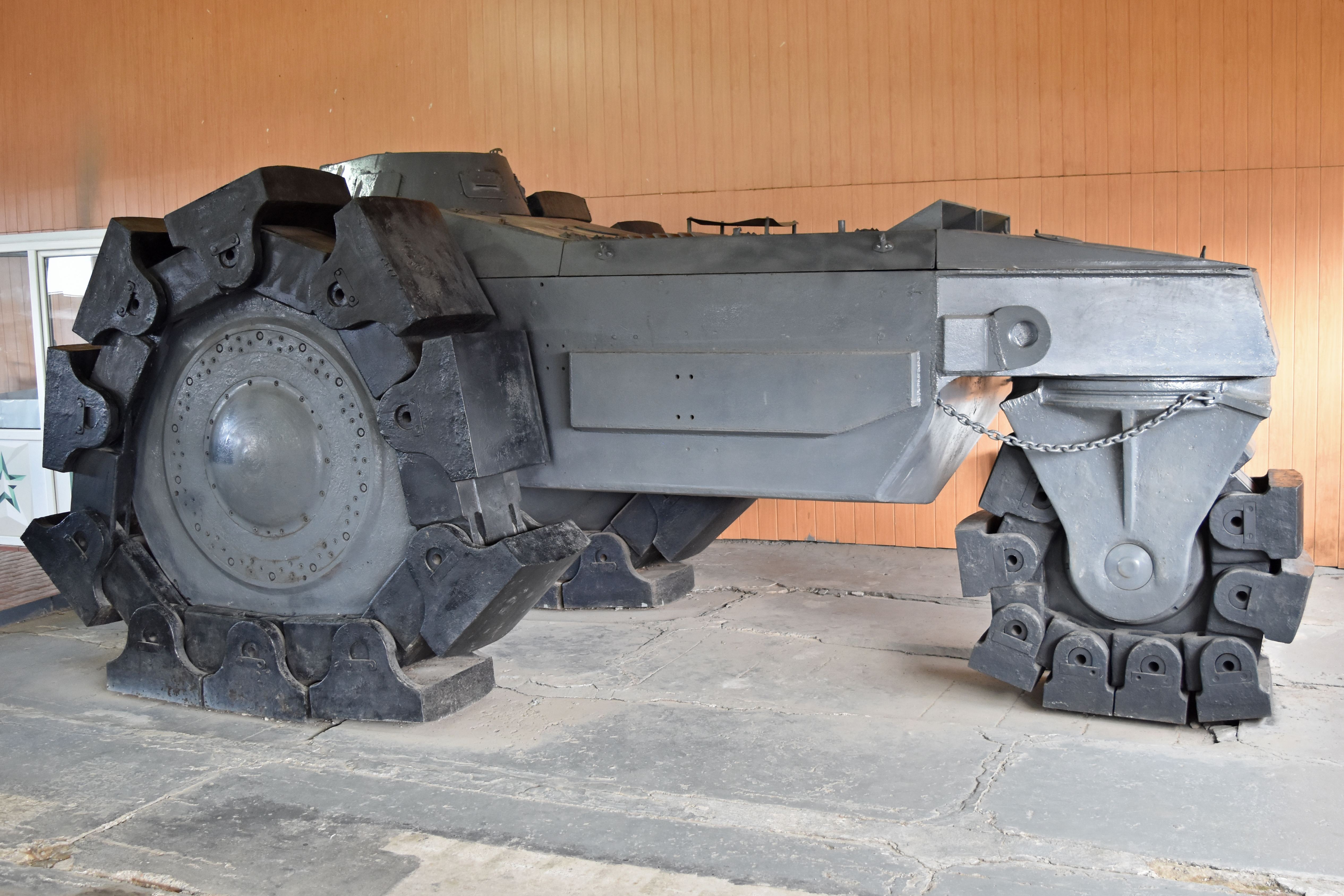
アルケット社製ミーネンロイマー。別形式のクルップ社製も存在した

戦車の他にも、砲塔を除いた戦闘工兵車や、他種の装甲戦闘車両、戦闘車両ではない土木重機ベースや専用設計の地雷処理車両もある。ドイツ国防軍はミーネンロイマーと呼ばれる、走行用と地雷の起爆処理用を兼ねた巨大な車輪をもつ地雷処理車を開発した。なお、上部には自衛用にI号戦車の砲塔（7.92mm機銃2門搭載）が装備されていた。
第二次世界大戦におけるノルマンディー上陸作戦では、フランス海岸線（砂浜）に敷設された地雷を手早く処理することが作戦成功の可否を握っていたため、戦車の前にローラーを取り付けるなどした車両の活躍が期待された。しかし、大掛かりな装置であるうえ、真っ先に敵防衛線に突入せざるを得ないことから損耗が激しく、期待された性能を発揮することなく破壊されている。また、こうした戦車は前にあるローラーがもうもうと砂煙をあげるため、通常どおり砲塔を前にしておくと砲口から砂塵が入り、戦車砲が詰まるので袋などを被せたり（ただし、撃つたびに交換する必要がある）砲塔を背後に向けたりした。
今日では長い爆薬の帯付き竿を通常の戦車や工作車両の動力で地雷原に押し込んだり、爆薬が数珠のようにつながったワイヤーをロケット弾に牽引させる形で地雷原に伸ばし、これらの爆薬を起爆させて地雷を一掃する方式が用いられている。こういった地雷処理装置の一部は一般の戦車を対象とした付属装備となっているものの、大規模な地雷原にあっては、作戦行動直前に気化爆弾で対象地域ごと爆破してしまう戦術も取られている。近年に実戦で使用されたのは、湾岸戦争においてイラク軍が設置した地雷に対してである。
しかし、近年における実際の紛争において使用される地雷の多くが対人地雷で、対戦車地雷がむしろ珍しくなってしまったこともあり、高密度に敷設して戦闘車両などの行動を阻む対戦車地雷の処理を目的とした地雷処理戦車が必要になる機会は減り、広範囲・低密度に敷設された対人地雷を手作業で取り除くことの方が多い。また、非正規・非対称戦環境下における、面の地雷原ではなく点の仕掛け爆弾（IED、即席爆発装置）など、軍隊が直面する爆発物脅威は多様化しており、新たな対策が要求されてきてもいる。
その一方、過去の紛争国における対人地雷の問題は根強いものがあり、旧来の戦車を流用した地雷処理戦車では運用性に難があることから、これらに代わって強力なマイクロ波を照射・遠隔爆破させようという発案や、小型で自走式のロボットによる探査と処理を行おうという研究も行われているほか、大型クレーン車を改造した地雷処理機も考案されている。

## ギャラリー

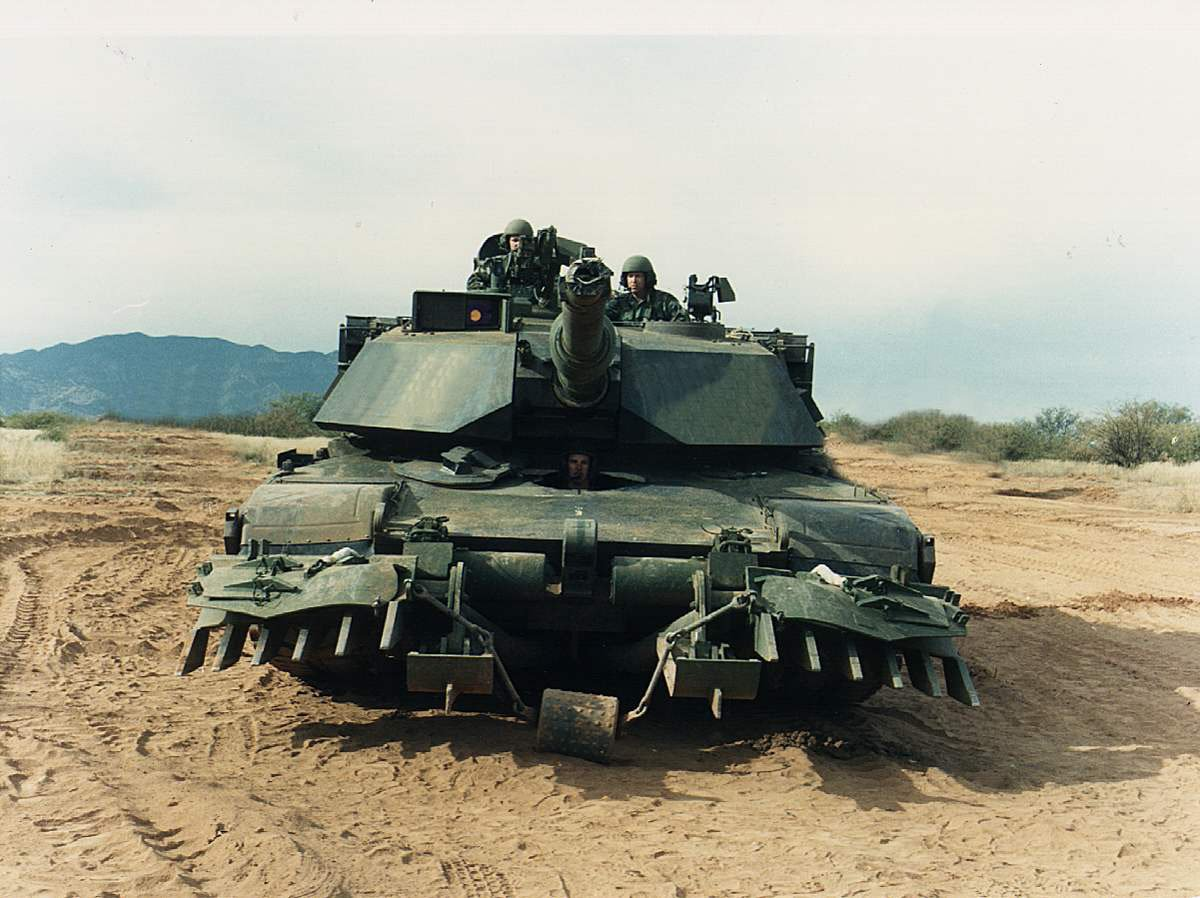
地中の地雷をかき出すための鋤（mine plow）を付けたM1A1
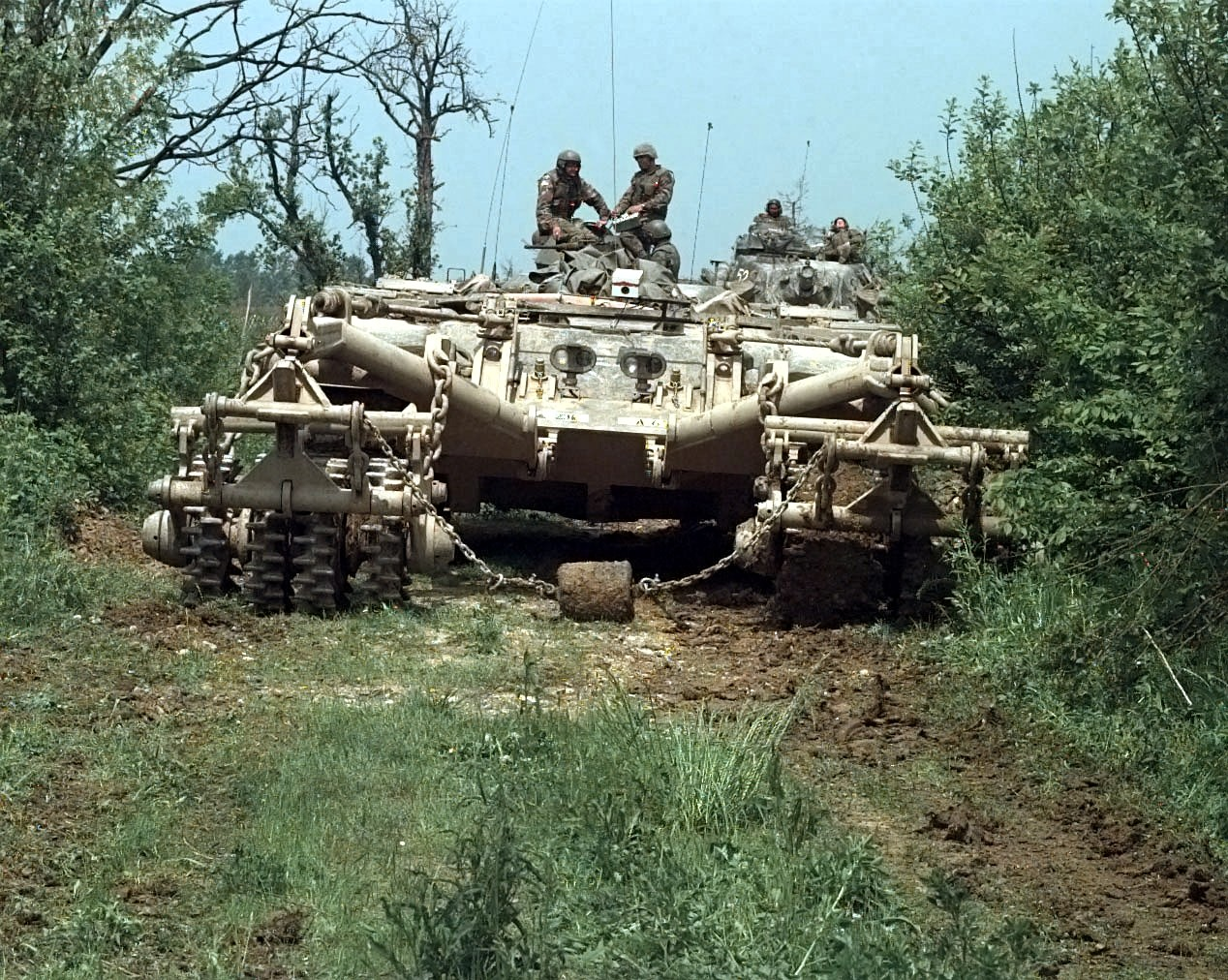
M60戦車から砲塔を除いたパンサー
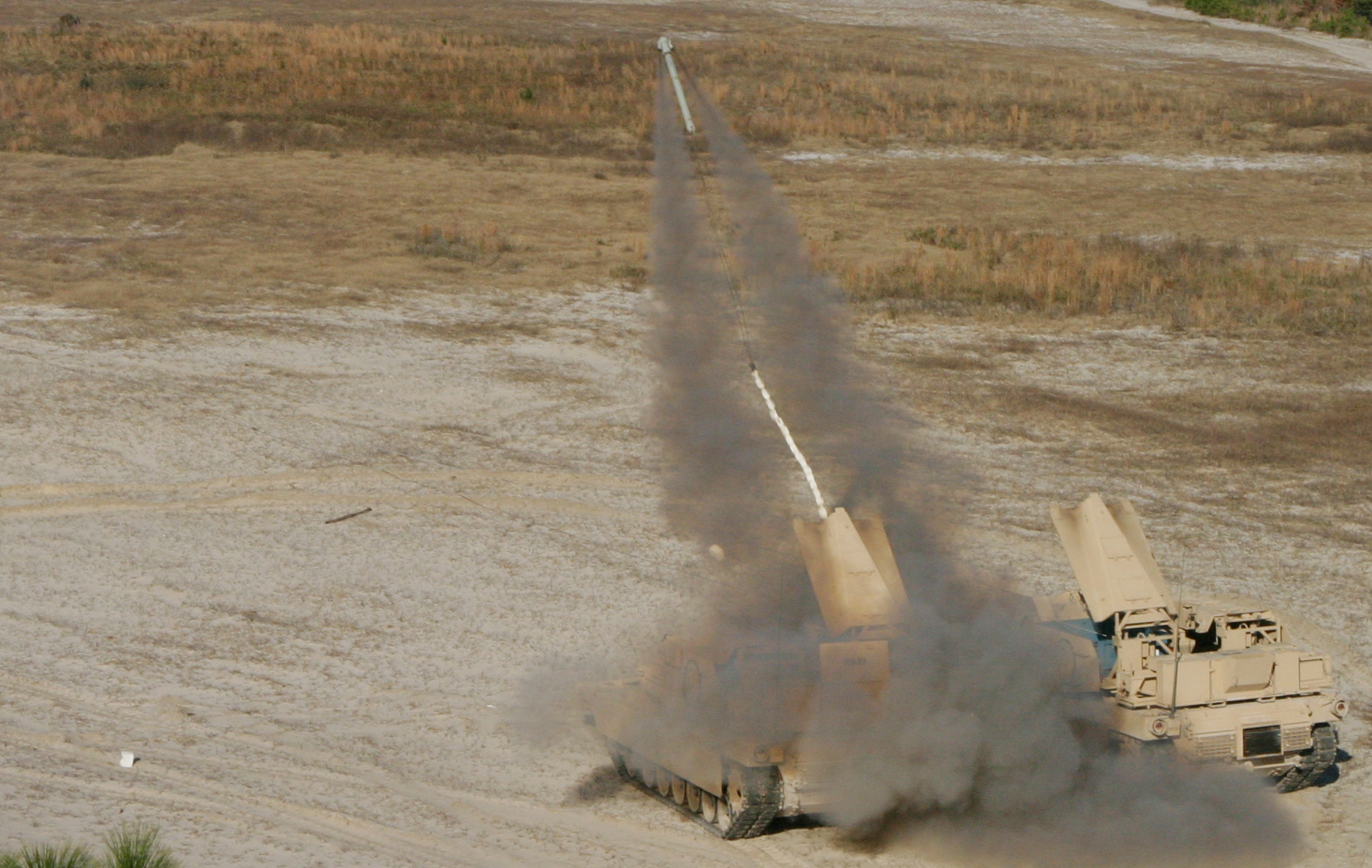
爆薬を投射するM1 ABV（Assault Breacher Vehicle）
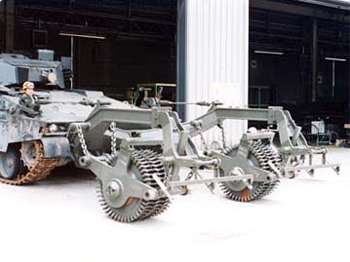
92式地雷原処理ローラを装着した89式装甲戦闘車
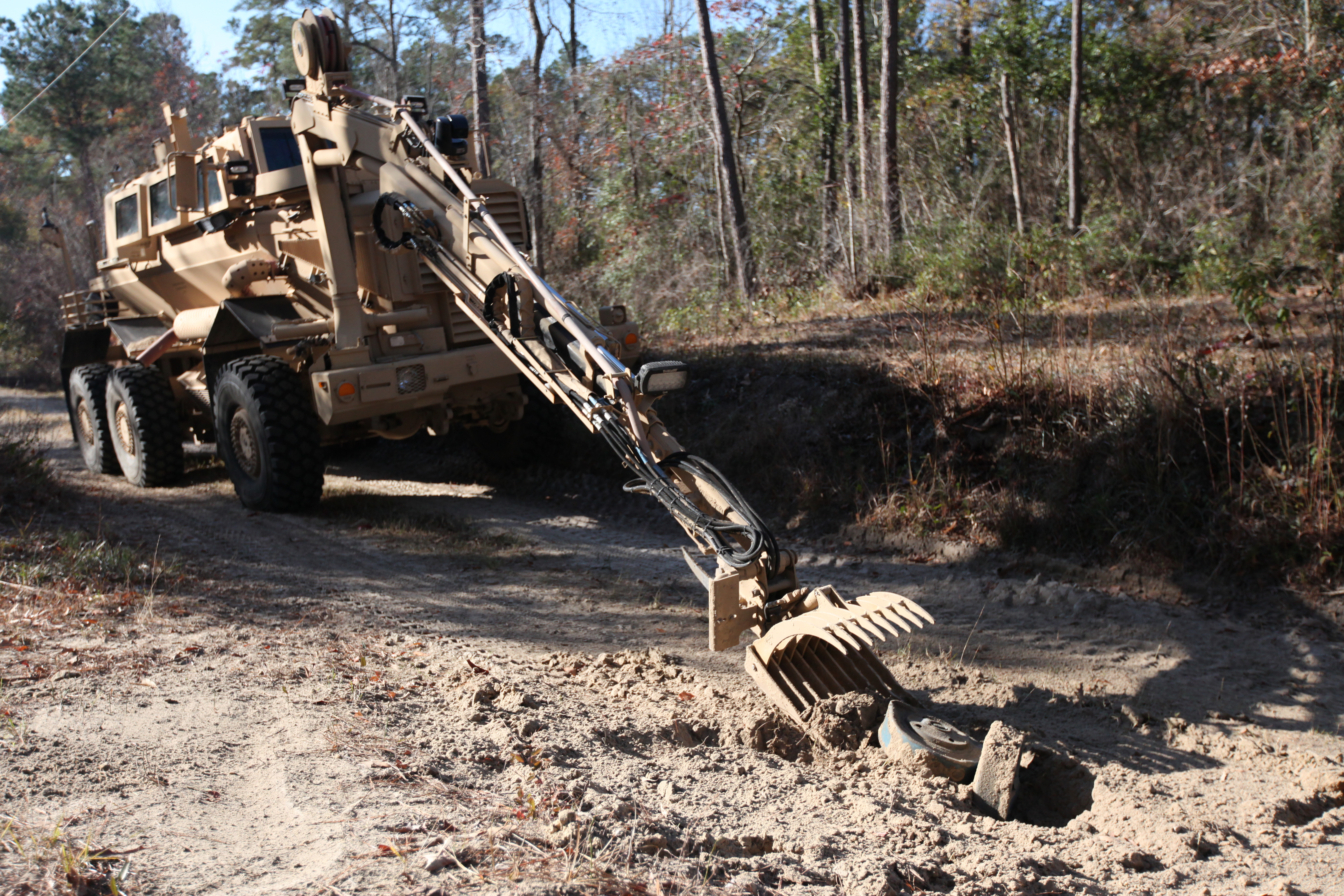
ロボットアームを装備するバッファロー
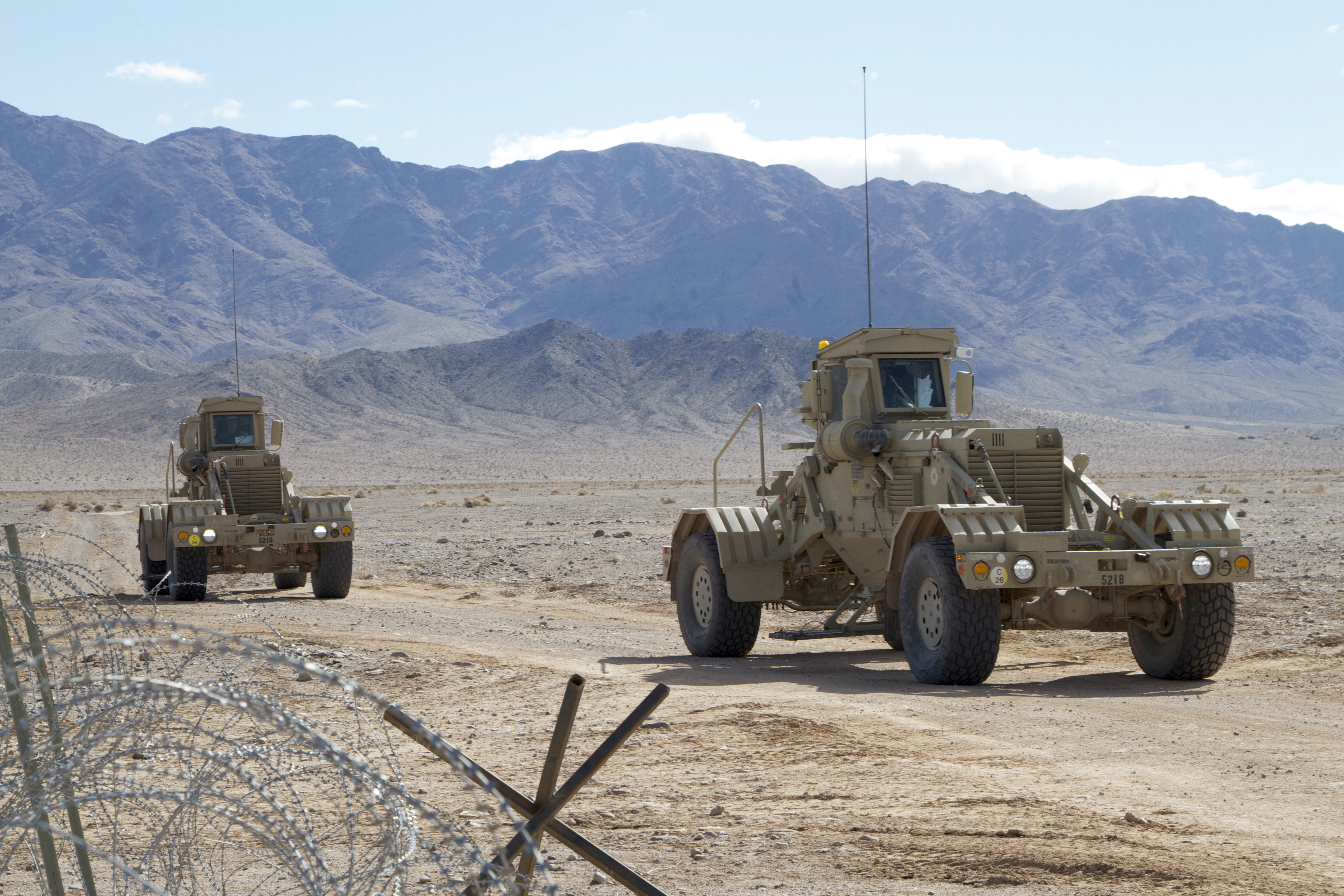
対爆発物特化の車体をもつハスキー対地雷車（英語版）